# Baimiaohe
Baimiaohe (kinesiska: 白庙河) är en socken i Kina. Den ligger i provinsen Hubei, i den centrala delen av landet, omkring 130 kilometer öster om provinshuvudstaden Wuhan. Antalet invånare är 29 204. Befolkningen består av 13 463 kvinnor och 15 741 män. Barn under 15 år utgör 11,0 %, vuxna 15-64 år 78 %, och äldre över 65 år 10,0 %.
Runt Baimiaohe är det tätbefolkat, med 276 invånare per kvadratkilometer. Närmaste större samhälle är Shengli, 19,7 km nordväst om Baimiaohe. I omgivningarna runt Baimiaohe växer i huvudsak blandskog.
Genomsnittlig årsnederbörd är 1 917 millimeter. Den regnigaste månaden är juli, med i genomsnitt 301 mm nederbörd, och den torraste är december, med 52 mm nederbörd.